# Фридрих Йозеф (Ортенбург)
Фридрих Йозеф Франц Емануел фон Ортенбург (на немски: Friedrich Joseph Franz Emanuel Graf zu Ortenburg) е граф на Ортенбург.

## Биография
Роден е на 23 юли 1871 година в Кобург. Той е син на граф Фридрих Карл Лудвиг Албрехт Лудвиг Франц фон Ортенбург (1831 – 1904) и съпругата му княгиня Анастасия фон Вреде (1840 – 1912), дъщеря на княз Йозеф фон Вреде (1800 – 1871) и княгиня Анастазия Федоровна Петрово-Соловова (1808 – 1870). Внук е на граф Фридрих Карл Лудвиг фон Ортенбург (1805 – 1860) и правнук на имперски граф Йозеф Карл Леополд Фридрих Лудвиг фон Ортенбург (1780 – 1831). Брат е на неженения граф Еберхард Ернст Емануел фон Ортенбург (1873 – 1944).
Фридрих Йозеф Франц Емануел фон Ортенбург умира на 68 години на 4 март 1940 г. в Байерхоф в окръг Швайнфурт.

## Фамилия
Фридрих Йозеф Франц Емануел фон Ортенбург се жени на 26 юли 1905 г. в Лангенцел за принцеса Илка Вилхелмина Августа Адолфина фон Льовенщайн-Вертхайм-Фройденберг (* 9 януари 1887, Лангенцел; † 31 март 1971, Швайнфурт), дъщеря на принц Алфред фон Льовенщайн-Вертхайм-Фройденберг (1855 – 1925) и графиня Паулина фон Райхенбах-Лесониц (1858 – 1927). Те имат седем деца:
- Алфред-Фридрих Франц Ото Хуго Амелунг (* 12 май 1906, Берлин; † 3 септември 1973, Швайнфурт), женен на 28 май 1936 г. в Берлин за Юта фон Люкен (1906 – 1991)
- Арибо Паул Карл Вилхелм Улрих (* 31 март 1908, Париж; † 18 май 1934, Кил)
- Амелия Анастасия Паулина Маделайна Елизабет (* 19 декември 1909, Лангенцел), омъжена на 10 април 1934 г. в Байерхоф за бургграф и граф Хайнрих фон Дона-Шлобитен (1907 – 1940, убит), син на бургграф и граф Лотар Георг фон Дона-Шлобитен (1881 – 1939) и внук на Еберхард фон Дона-Шлобитен (1846 – 1905)
- Паулина Амелия (* 3 декември 1913, Байерхоф; † 5 март 2002, Бишофсхайм), омъжена на 17 октомври 1935 г. в Байерхоф за принц Кристиан фон Липе-Вайсенфелд (1907 – 1996), син на принц Клеменс фон Липе-Вайсенфелд (1860 – 1920) и внук на граф Франц фон Липе-Вайсенфелд (1820 – 1880)
- Удо-Вилхелм Рихард Ернст (* 20 май 1915, Байерхоф; † 11 юни 1942, убит при Шарков)
- Йоахим Фридрих-Карл Вендт (* 10 октомври 1918, Вюрцбург; † 1 септември 1941, убит на Днепър)
- Георг Фридрих Карл (* 14 февруари 1922, Байерхоф; † 30 януари 1944, изчезнал в битка до Воле, Нидерландия)